# Jackson (Minnesota)
Jackson település az Amerikai Egyesült Államok Minnesota államában, Jackson megyében, melynek megyeszékhelye is. Lakosainak száma 3323 fő (2020. április 1.).

## Népesség
A település népességének változása:

| 2010 | 3 299 |
| 2020 | 3 323 |